# Pep Bras
Pep Bras (Premià de Mar, 25 de desembre de 1962) és un escriptor i guionista català. Ha publicat una trentena de llibres i ha escrit guions per a gent tan diversa com Andreu Buenafuente, Julia Otero, Isabel Coixet, Ramon Gener, Santiago Segura o Isabel Gemio. Llicenciat en periodisme des de l'any 1984, ha estat professor de novel·la a l'Escola d'Escriptura de l'Ateneu Barcelonès i de guió en diverses universitats.
Entre altres obres, ha publicat Amfetamínic (premi Just Manuel Casero 1981), Afrodisíacs alquimístics & Grapejant magnetoscopis (1982), Mixtura (1985). Ha guanyat el premi de literatura eròtica La Sonrisa Vertical amb El vaixell de les vagines voraginoses (1987) i ha estat finalista del Premi Sant Jordi amb L'edat dels monstres (1999). Les seves últimes novel·les són La vida en siete minutos (2012) i La niña que hacía hablar a las muñecas (2014).
Com a guionista, destaca la seva col·laboració amb El Terrat, que s'inicià el 1995 amb el programa de ràdio El terrat, de Radio Barcelona, i també ha sigut guionista de programes de televisió com La Cosa nostra, Plats bruts, A pèl, Homo zapping o les gales dels premis Goya presentades per Andreu Buenafuente el 2010 i 2011. El 2015 escriu el curt Consumo responsable/ nivel 7, dirigit per Santiago Segura, que obté el Gran Premio i el Sol de Oro de Branded Content en el Festival Iberoamericano de Publicidad 2016. El 2017 escriu "Proyecto Tiempo", una pel·lícula d'Isabel Coixet.